# Curry Lookout
Curry Lookout (auch Camp Regalvista) ist ein Aussichtspunkt auf der Curry Ridge. Die 1924 errichtete Schutzhütte ist im U.S. National Register of Historic Places eingetragen.

## Geschichte
Mit der Errichtung der Bahnstrecke der Alaska Railroad von Seward nach Fairbanks begann auch die touristische Erschließung der Umgebung der Bahnstrecke. An der auf der halben Strecke liegenden Bahnstation Curry wurde 1923 das Curry Hotel errichtet. 
Um neben den durchreisenden Übernachtungsgäste auch mehrtägig verweilende Touristen zu beherbergen, wurde im folgenden Jahr über den Susitna River eine 164 m lange Fußgänger-Hängebrücke errichtet. Von dort führte ein Wander- und Reitweg auf die Höhe der Curry Ridge im Denali State Park. Am höchsten Punkt mit einer guten Sicht zum Denali wurde eine Schutzhütte errichtet. Der Bau der Hütte kostete 616,60 US-Dollar und des acht Kilometer langen Wanderweges 304,25 US-Dollar.
Mit dem Brand des Hotel 1957 und dem Abriss der schon länger nicht mehr gefahrlos begehbaren Hängebrücke endete der Zugang zum Aussichtspunkt von der Seite des Susitna Rivers. Mit der Fertigstellung des George Parks Highways 1971 wurde die Möglichkeit eröffnet die Curry Ridge und damit den Aussichtspunkt von der westlichen Seite zu erwandern. Der Weg beginnt bei dem am Milepost 137,2 gelegenen Campingplatz Lower Troublesome Creek Campground.
Die Verwaltung des Denali State Parks plant die Errichtung eines Wanderweges zum Curry Lookout vom geplanten Touristenzentrum oberhalb des Highways. Außerdem gibt es weiterführende Pläne mit der Wiederbelebung der Verbindung zum Bahnhalt in Curry.

## Bauwerk
Das sechseckige Holzbauwerk hat eine Grundfläche von 13 m². Ein Fundament ist nicht vorhanden. Jede Seite ist rund 2 m lang und 2,40 m hoch. Fünf Seiten sind mit Fenster versehen, an der sechsten Seite befindet sich die Tür. Das zeltartige Dach war mit Dachpappe versehen. In der Mitte des Daches ist ein Flaggenmast. Von diesem Mast führten Verspannungen zum Boden und halten das Gebäude.
Das Gebäude ist seit der Errichtung unverändert und der Witterung ausgesetzt. Einzelne Fenster sind inzwischen zerstört.

## Lage
Curry Lookout liegt auf einer Höhe von rund 800 m auf der Curry Ridge. Vom Gebäude aus bietet sich ein guter Panorama-Blick auf den Denali, die Alaska Range und die Talkeetna Mountains.